# Melvin Bard
Melvin Michel Maxence Bard, född 6 november 2000 i Écully, är en fransk fotbollsspelare som spelar för Nice.

## Klubbkarriär

### Lyon
Bard spelade som ung för FC Pays de l'Arbresle och Domtac FC innan han inför säsongen 2016/2017 gick till Lyon. Efter att ha spelat i klubbens reservlag skrev han den 13 augusti 2019 på sitt första proffskontrakt; ett treårskontrakt. Bard debuterade i Ligue 1 den 6 december 2019 i en 4–0-vinst över Nîmes, där han blev inbytt i halvlek mot Rafael.
I september 2020 förlängde Bard sitt kontrakt fram till juni 2024.

### Nice
Den 31 juli 2021 värvades Bard av Nice.

## Landslagskarriär
Bard har representerat de olika franska ungdomslandslagen sedan U18-nivå. Bard debuterade för U21-landslaget den 4 september 2020 i en 2–0-vinst över Georgien, där han blev inbytt i den 79:e minuten mot Faitout Maouassa.
I juli 2021 blev Bard uttagen i det franska olympiska laget som skulle deltaga vid OS i Tokyo. Bard debuterade för OS-laget den 16 juli 2021 i en förberedande match mot Sydkorea (2–1-vinst), där han blev inbytt i den 79:e minuten mot Florian Thauvin. Bard gjorde ytterligare två inhopp i OS där Frankrike blev utslagna i gruppspelet.